# 阿毘達磨
阿毘達磨（あびだつま、巴: Abhidhamma, アビダンマ、梵: Abhidharma अभिधर्म, アビダルマ、音写：阿毘曇（あびどん）、毘曇（びどん）、阿鼻達磨）とは、仏教の教説（具体的には経蔵、律蔵など）の研究・思想体系、およびそれらの解説書・注釈書のこと。大法、無比法、対法と漢訳する。
三蔵を構成する、律（ヴィヤナ）、経（スートラ）、論（アビダルマ）の一つをなす。これらのアビダルマをまとめたものを「論蔵」(Abhidharma-piṭaka)と呼ぶ。

## 概要
仏陀逝去の後まもなく、弟子の僧たちが集まって、記憶していた仏陀生前の教説をまとめ伝承したものをアーガマ（阿含経；梵, 巴: āgama）という。アーガマに対する研究は僧団の内部で熱心に行われた。これらには、中阿含根本分別品など経蔵と律蔵の二蔵に分かれる以前のものを含むが、原始仏教時代に経蔵と律蔵が成立した。
文書としては、これらの経蔵と律蔵がその伝承を重ねる間に、やがてそれらの註釈を兼ねつつ、自らの説をも盛り込んだ文献である「論」（アビダルマ）がつくられ、それも次第に数を増して「論蔵」となり、経蔵・律蔵・論蔵の三蔵が成立する。
これらの研究は、仏陀の説く真理を仏陀自身、ダルマ（法:梵: dharma ）と呼んだことから、「ダルマに対する研究」の意味でアビダルマ（漢語で「対法」）と呼ばれる。通常は、仏教僧団が当初の統一を失い、多くの部派に分裂して後の教義の組織化をさす。結果として生み出された教義の解説書、綱要書、論述書などは、厳密にいえばアビダルマ・シャーストラ(阿毘達磨論または阿毘達磨論書)と呼ぶべきであるが、おなじく略してアビダルマ(阿毘達磨)と呼ばれる。時期としては仏陀没後300～900年のもの。

## 説一切有部

### 七論（六足発智・一身六足[8][9]）
説一切有部で作られた論書（阿毘達磨）としては、
- 『六足論』
  - 『（阿毘達磨）集異門足論』（Saṅgītiparyāya）
  - 『（阿毘達磨）法蘊足論』（Dharmaskandha）
  - 『（阿毘達磨）施設足論』（Prajñāpti）
  - 『（阿毘達磨）界身足論』（Dhātukāya）
  - 『（阿毘達磨）識身足論』（Vijñānakāya）
  - 『（阿毘達磨）品類足論』（Prakaraṇapāda）
- 『（阿毘達磨）発智論』（Jñānaprasthāna）

の7書、通称「六足発智」が知られている。そして、『発智論』は「身論」なので、七論のもう一つの通称は「一身六足」と呼ばれている。

### 婆沙論・倶舎論・順正理論
更に、上記の『発智論』に対する注釈書として、
- 『（阿毘達磨）大毘婆沙論』（Mahāvibhāṣā）

が書かれる。
更に、その概説書として、（後に中国で法相宗の祖として仰がれる）唯識派の世親によって書かれた論書が、
- 『（阿毘達磨）倶舎論』（本偈はAbhidharmakośa、作者による自注はAbhidharmakośabhāṣya）

である。この『倶舎論』は、中国仏教・日本仏教圏にも伝わり、南都六宗の1つでもある倶舎宗を生んだ。
更に、倶舎論を批判する論書として
- 『（阿毘達磨）順正理論』（Nyāyānusāriṇī）

がある。『倶舎雹論』とも。

## 上座部仏教（分別説部）

### 論蔵七論
南伝の上座部仏教（分別説部）のパーリ仏典の論蔵（Abhidhamma piṭaka）には、
- 『法集論』（Dhammasaṅgaṇī）
- 『分別論』（Vibhaṅga）
- 『界論』（Dhātukathā）
- 『人施設論』（Puggalapaññatti）
- 『双論』（Yamaka）
- 『発趣論』（Paṭṭhāna）
- 『論事』（Kathāvatthu）

の7書が伝えられている。

### 綱要書・アビダンマッタサンガハ
浩瀚なアビダンマ七書の教学を簡略に学習するための綱要書として、10世紀中頃に、スリランカの学僧アヌルッダ(Anuruddha)によって
- 『アビダンマッタサンガハ（摂阿毘達磨義論）』（Abhidhammatthasaṅgaha）

が著された。現在でも南方アビダンマを学ぶ初学者のための教科書として用いられる。

## 大乗
- 大乗阿毘達磨経
- 大乗阿毘達磨集論
- 大乗阿毘達磨雜集論